# عامل مسرح

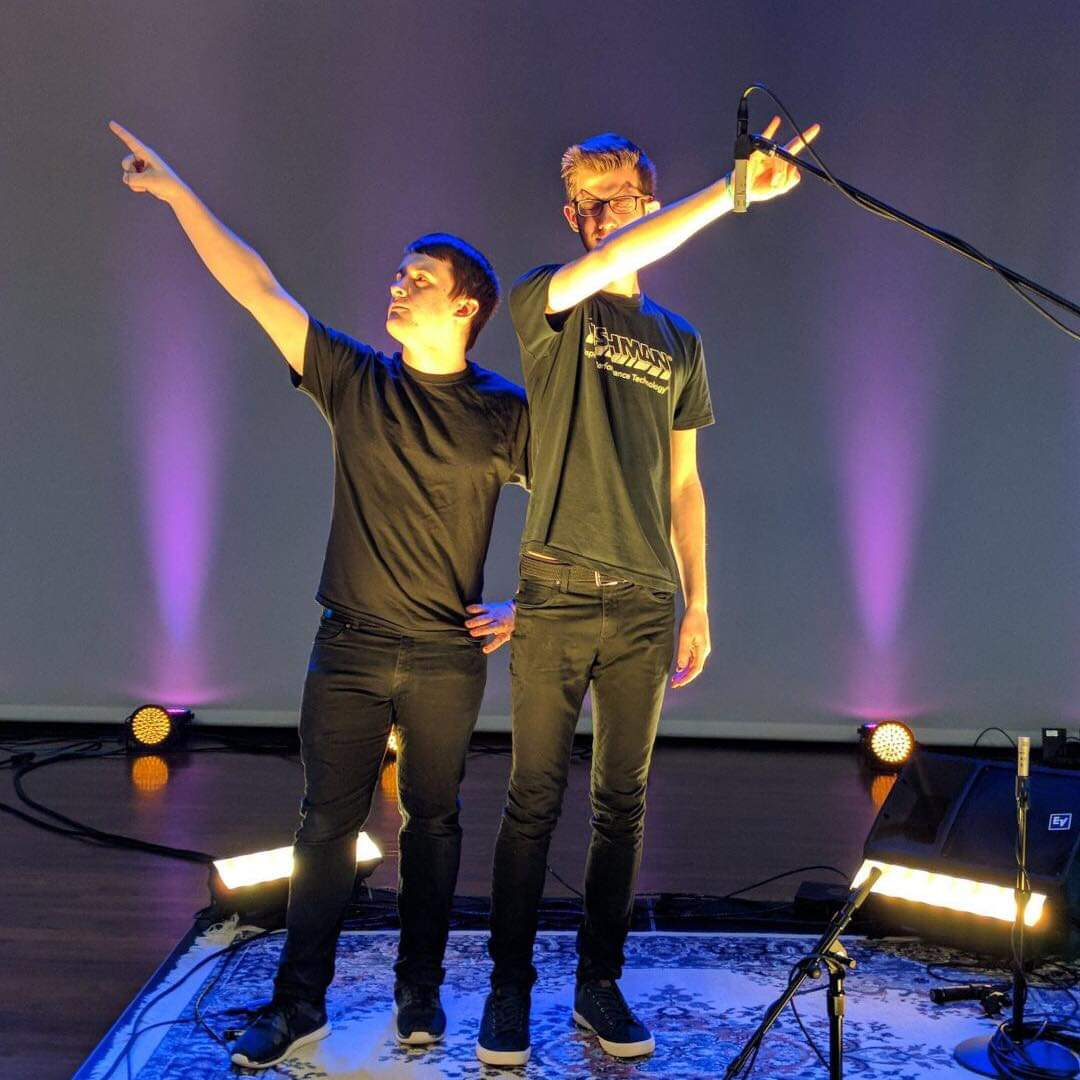

عامل مسرح (بالإنجليزية: Stagehand)‏ هو الشخص الذي يعمل وراء الكواليس في المسرح والسينما والتلفزيون، أو أماكن الأداء. عمله يتضمن إعداد المشهد، الأضواء، الصوت، والملحقات والمعدات والمؤثرات الخاصة للإنتاج. 

## أمثلته
- مهندس الصوت
- مساعد الصوت
- مهندس الفيديو
- فني الإضاءة
- منادي (مسرح)